# Contrast
Contrast —en español: Contraste— es el primer álbum de estudio del cantante y compositor británico Conor Maynard, lanzado el 30 de julio de 2012 bajo el sello discográfico Parlophone. El disco cuenta con la colaboración de los cantantes y mentores de Maynard, Ne-Yo y Pharrell Williams, quienes compusieron y produjeron algunas canciones, además de prestar sus voces. Igualmente, la cantante Rita Ora también ayudó en el progreso musical. Contrast contó con críticas favorables por parte de Allmusic, NME y Rolling Stone, aunque todas mencionaron un parecido entre Maynard y Justin Timberlake. De acuerdo con Metacritic, acumuló 67 puntos de 100 sobre la base de 11 reseñas profesionales que recibió.
Comercialmente, debutó en la primera posición del UK Albums Chart y además estuvo entre los cuarenta primeros en Irlanda, Italia, Nueva Zelanda, los Estados Unidos, Dinamarca y Suiza. De las doce canciones de la edición estándar, cuatro fueron seleccionadas y lanzadas como sencillos entre 2012 y 2013. Estas fueron «Can't Say No», «Vegas Girl», «Turn Around» y «Animal». Todas lograron un puesto entre los diez primeros del UK Singles Chart. Concretamente, «Can't Say No» y «Turn Around» recibieron discos de plata por parte de la BPI por sus ventas elevadas y también lograron buenas posiciones en Nueva Zelanda e Irlanda.

## Recepción

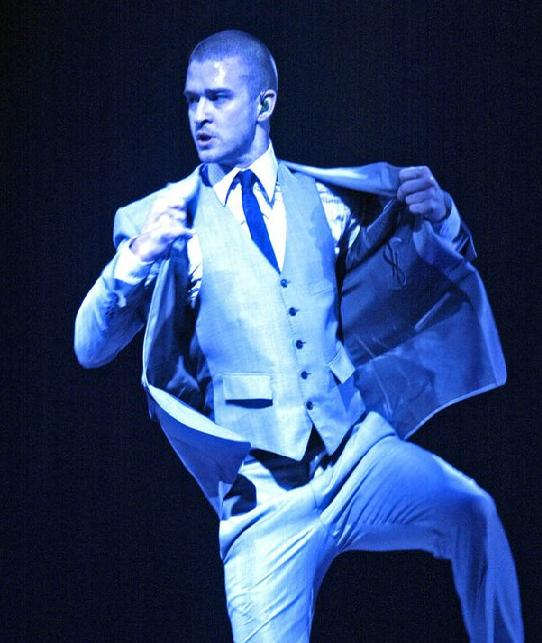
Los críticos compararon el estilo Maynard con el de Justin Timberlake.

Contrast contó con una recepción favorable por parte de la crítica. De acuerdo con Metacritic, acumuló un total de 67 puntos de 100 basándose en 11 reseñas profesionales que recibió. El escritor Jon O'Brien de Allmusic le otorgó tres estrellas y media de cinco y comentó que si bien Contrast se hace algo «pesado», resulta ser «el debut pop adolescente más confiado y maduro de los últimos años». Por su parte, Lewis Corner de Digital Spy le dio tres estrellas de cinco y recomendó a los lectores del sitio descargar «Animal», «Can't Say No», «Turn Around» y «Lift Off». Señaló que si bien el contenido lírico era bueno, suena más bien como anteriores trabajos de Ne-Yo y Pharrell Williams. Con un puntaje de siete sobre diez, Kristian Dando de NME dijo que es «un debut prometedor», mientras que Jody Rosen de Rolling Stone, quien le dio tres estrellas de cinco, aseguró que la mayoría de las canciones son buenas al igual que la voz de Conor.
Por otro lado, Contrast tuvo un éxito comercial bastante bajo. En el Reino Unido debutó en la primera posición del UK Albums Chart, mientras que en Irlanda pudo ingresar a los diez primeros del Irish Albums Chart. Tras vender 60 000 copias en el territorio británico, la BPI le otorgó un disco de plata. Aún en Italia pudo lograr ubicarse entre los veinte primeros, concretamente en el número quince. Sin embargo, la posición más cercana fue un veinticinco en Nueva Zelanda, seguida de un treinta y cuatro en la región Flamenca de Bélgica y en la Billboard 200 de los Estados Unidos. Además, en Dinamarca alcanzó el lugar treinta y siete. En Suiza y Australia logró estar en los cincuenta primeros, en Alemania, Austria y los Países Bajos entre los ochenta primeros y finalmente en la región Valona de Bélgica y Japón no pudo estar siquiera en los cien primeros. Se desconoce la cantidad de copias vendidas mundialmente.

## Sencillos
Para la promoción de Contrast, fueron lanzados un total de cuatro sencillos. El primero de estos, «Can't Say No», estuvo a la venta a principios de 2012 y logró debutar en la segunda posición del UK Singles Chart, solo detrás del éxito «Call Me Maybe» de Carly Rae Jepsen. El sencillo recibió un disco de plata por parte de la BPI tras haber vendido un total de 200 mil copias. Además, ingresó al New Zealand Singles Chart en el vigésimo primer puesto. En julio, se lanzó «Vegas Girl», que alcanzó el cuarto puesto. «Turn Around», su colaboración con su mentor Ne-Yo, sirvió como tercer sencillo y tuvo un éxito comercial similar al de «Can't Say No». El sencillo alcanzó el octavo puesto del UK Singles Chart y también recibió un disco de plata. Igualmente, alcanzó el vigésimo octavo puesto en Nueva Zelanda y el décimo cuarto en Irlanda. Por último, en el 2013 cerró la promoción de Contrast con el lanzamiento de «Animal», que solo pudo lograr el sexto puesto en el Reino Unido.

## Lista de canciones
- Edición estándar

| Contrast |                                    | |          |  |
| N.º      | Título                             | Escritor(es) | Duración |  |
| 1.       | «Animal»                           | Joey Dyer, The Invisible Man, Conor Maynard, Kurtis McKenzie, Jon Mills y Sophie Stern                          | 3:16     |  |
| 2.       | «Turn Around» (con Ne-Yo)          | M.S. Eriksen y T.E. Hermansen                                                                                   | 3:52     |  |
| 3.       | «Vegas Girl»                       | Kyle James Abrahams, Peter Ighile, The Invisible Man, Conor Maynard, Scott Thomas y Dion Wardle                 | 2:49     |  |
| 4.       | «Can't Say No»                     | Joey Dyer, The Invisible Man, Conor Maynard, Kurtis McKenzie, Jon Mills y Sophie Stern                          | 3:14     |  |
| 5.       | «Lift Off» (con Pharrell Williams) | Pharrell Williams                                                                                               | 2:59     |  |
| 6.       | «Mary Go Round»                    | Nathaniel Ledwidge, The Invisible Man, Conor Maynard y Sophie Stern                                             | 3:09     |  |
| 7.       | «Take Off»                         | Joey Dyer, The Invisible Man, Conor Maynard, Kurtis McKenzie, Jon Mills y Sophie Stern                          | 3:36     |  |
| 8.       | «Better Than You» (con Rita Ora)   | John Buchanan, Joey Dyer, The Invisible Man, Conor Maynard, Kurtis McKenzie, Jon Mills, Tony Nilsson y Rita Ora | 3:13     |  |
| 9.       | «Another One»                      | Josef Larossi, Conor Maynard, Mohombi, Quiz y Lucas Secon                                                       | 3:12     |  |
| 10.      | «Pictures»                         | W. Nugent y K. Risto                                                                                            | 4:09     |  |
| 11.      | «Glass Girl»                       | Pharrell Williams                                                                                               | 4:31     |  |
| 12.      | «Just in Case»                     | Ray D'jan, Ashton Foster, Celetia Martin y Conor Maynard                                                        | 3:17     |  |
| 41:17    |                                    | |          |  |

## Posicionamiento en listas

### Semanales
| Alemania          | German Albums Chart      | 69  |
| Australia         | Australian Albums Chart  | 48  |
| Austria           | Austrian Albums Chart    | 72  |
| Bélgica (Flandes) | Ultratop 200 Albums      | 34  |
| Bélgica (Valonia) | Ultratop 200 Albums      | 173 |
| Dinamarca         | Danish Albums Chart      | 37  |
| Escocia           | Scottish Albums Chart    | 3   |
| Estados Unidos    | Billboard 200            | 34  |
| Irlanda           | Irish Albums Chart       | 10  |
| Italia            | Italian Albums Chart     | 15  |
| Japón             | Japan Albums             | 130 |
| Nueva Zelanda     | New Zealand Albums Chart | 27  |
| Países Bajos      | Dutch Albums Top 100     | 73  |
| Reino Unido       | UK Albums Chart          | 1   |
| Suiza             | Swiss Albums Chart       | 40  |

### Sucesión en listas
| Predecesor: ill Manors de Plan B | UK Albums Chart — Álbum número uno 5 de agosto de 2012 — 11 de agosto de 2012 | Sucesor: Talk That Talk de Rihanna |

### Certificaciones
| Territorio  | Organismo certificador | Certificación | Ventas certificadas | Simbolización | Ref.   |
| ----------- | ---------------------- | ------------- | ------------------- | ------------- | ------ |
| Reino Unido | BPI                    | Plata         | 60 000              | ♦             | [ 10 ] |